# Facteur VIII (médicament)
Pour la protéine, voir Facteur VIII.
Le facteur VIII est un médicament utilisé pour traiter et prévenir les saignements chez les personnes atteintes d'hémophilie A et d'autres causes de faible taux de facteur VIII ,. Certaines préparations peuvent également être utilisées chez les personnes atteintes de la maladie de von Willebrand . Il est administré par injection lente dans une veine.

## Effet secondaire
Les effets secondaires comprennent des rougeurs sur la peau , un essoufflement, la fièvre et la dégradation des globules rouges ,. Des réactions allergiques, y compris l'anaphylaxie, peuvent se produire. On ne sait pas  si l'utilisation pendant la grossesse est sans danger pour le bébé. Un concentré de facteur VIII purifié est fabriqué à partir de plasma sanguin humain, une version recombinante est également disponible. Les personnes peuvent développer des anticorps dirigés contre le facteur VIII, de sorte que ce médicament devient moins efficace.

## Histoire
Le facteur VIII a été identifié pour la première fois dans les années 1940 et est devenu disponible en tant que médicament dans les années 1960,. Le facteur VIII recombinant a été fabriqué pour la première fois en 1984 et approuvé pour un usage médical aux États-Unis en 1992,. Il figure sur la liste des médicaments essentiels de l'Organisation mondiale de la santé . Le prix de gros dans le monde en développement est d'environ 119 à 497 dollars US par flacon de 500 UI.